# Gnolus
Gnolus Simon, 1879 è un genere di ragni tessitori sudamericani descritto per la prima volta da Eugène Louis Simon nel 1879. Originariamente collocato tra i ragni tessitori (orb-weaving), il genere è stato trasferito ai ragni pirata nel 1993, ma è rientrato nella famiglia Araneidae nel 2012.

## Tassonomia e distribuzione
All'agosto 2024, il genere annoverava sei specie, isolate in Argentina e Cile:
- Gnolus angulifrons Simon, 1896 – Cile, Argentina
- Gnolus blinkeni Platnick & Shadab, 1993 – Cile, Argentina
- Gnolus cordiformis Nicolet, 1849 (tipo) – Cile, Argentina
- Gnolus limbatus Nicolet, 1849 – Cile
- Gnolus spiculatore Nicolet, 1849 – Cile, Argentina
- Gnolus zonulatus Tullgren, 1902 – Cile, Argentina

In sinonimia:
- G. affinis Tullgren, 1902 = Gnolus cordiformis (Nicolet, 1849)